# Ion Iliescu

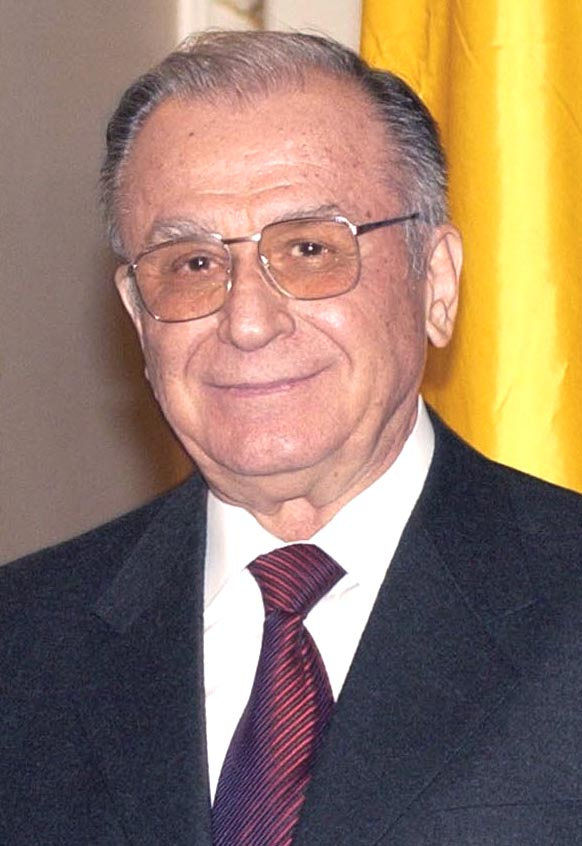
Ion Iliescu (2004)

Ion Iliescu (Ausspracheⓘ; * 3. März 1930 in Oltenița; † 5. August 2025 in Bukarest) war ein rumänischer Politiker. Er war von Dezember 1989 bis 1996 sowie von 2000 bis 2004 Präsident Rumäniens.
Der Ingenieur Iliescu war zwischen 1957 und 1985 mehrmals Abgeordneter der Großen Nationalversammlung und gehörte von 1965 bis 1984 dem Zentralkomitee der Rumänischen Kommunistischen Partei an. Von 1967 bis 1971 war er Jugendminister der Sozialistischen Republik Rumänien, von 1979 bis 1980 Mitglied des Staatsrats. Im Zuge der Revolution im Dezember 1989 stellte er sich an die Spitze des Rates der Front zur Nationalen Rettung, der nach dem Sturz des langjährigen Herrschers Nicolae Ceaușescu († 25. Dezember 1989) die Regierungsgewalt übernahm.
Er wurde am 20. Mai 1990 vom Volk zum Staatspräsidenten gewählt und am 11. Oktober 1992 für vier Jahre im Amt bestätigt.
Iliescu gründete 1992 die Partei Frontul Democrat al Salvării Naționale (FDSR), aus der die Partidul Democrației Sociale din România (PDSR) und schließlich die Partidul Social Democrat (PSD) hervorging. Von 1997 bis zu seiner erneuten Wahl zum Staatspräsidenten 2000 war er Parteivorsitzender der PDSR. Zwischen seinen beiden Amtszeiten als Präsident gehörte er von 1996 bis 2000 sowie danach erneut von 2004 bis 2008 dem rumänischen Senat an.

## Herkunft, Privates und Ausbildung
Iliescus Vater Alexandru Iliescu (1901–1945) war Eisenbahnarbeiter. Er wurde Kommunist, nahm 1931 an einem Parteikongress in der Sowjetunion teil, verbrachte dort vier weitere Jahre und wurde bei seiner Rückkehr verhaftet. Ion Iliescu wuchs bei seinen Großeltern auf und verbrachte die Schulzeit in Oltenița und Bukarest. 1948 war er Mitbegründer der rumänischen Studentenunion. Er studierte Hydrotechnik an der Polytechnischen Universität Bukarest und am Energetischen Institut in Moskau (1950–1954), wo er sich auf Wasserwirtschaft und Ökologie spezialisierte. Dabei setzte sich die damalige Außenministerin Ana Pauker für ihn ein. Seit 1951 war er mit seiner Frau Nina verheiratet.

## Politische Karriere während der kommunistischen Herrschaft

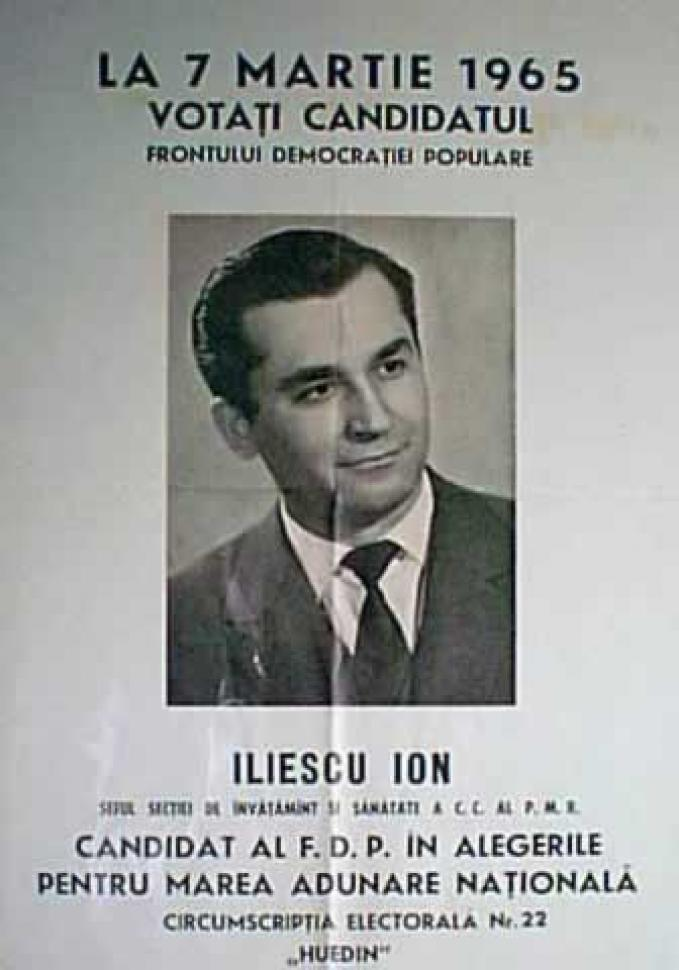
Iliescu auf einem Plakat der „Front der Volksdemokratie“ zur Scheinwahl 1965

Iliescu wurde im August 1944 Mitglied des kommunistischen Jugendverbands U.T.C., der sich 1949 in Verband der Arbeiterjugend (U.T.M.) umbenannte. Er trat 1953 der Kommunistischen Partei Rumäniens (PCR) bei, die im Jahr darauf den Namen Rumänische Arbeiterpartei (PMR) annahm. Im Jugendverband U.T.M. gehörte Iliescu von 1954 bis 1960 dem Büro des Zentralkomitees an, von 1956 bis 1960 war er dessen Sekretär. Außerdem vertrat er den U.T.M. bei der International Union of Students in Prag.
Iliescu war 1957–1961, 1965–1973 und 1975–1985 Abgeordneter der Großen Nationalversammlung, des Scheinparlaments der Sozialistischen Republik Rumänien. 1960 wurde er stellvertretender Leiter der Sektion für Agitation und Propaganda beim Zentralkomitee der PMR, von 1962 bis 1965 Leiter der Sektion für Bildung und Gesundheit, anschließend Leiter der Sektion für Agitation und Propaganda. Nach der Übernahme der Partei- und Staatsführung durch Nicolae Ceaușescu 1965 wurde die PMR wieder in PCR rückbenannt und Iliescu als Kandidat ins Zentralkomitee der Partei gewählt. Von 1967 bis 1971 war er Erster Sekretär des Zentralkomitees des Jugendverbands U.T.C. und zugleich Minister für Jugend. 1969 stieg er zum Vollmitglied des Zentralkomitees der PCR und Kandidaten des Exekutivkomitees auf, im Februar 1971 wurde er Parteisekretär für Propaganda. Während der rumänischen Kulturrevolution der „intellektuellen Abweichung“ beschuldigt, verlor er das Sekretärsamt noch im Juli desselben Jahres wieder.
Er blieb aber Kandidat des Exekutivkomitees (bis 1979) und Mitglied des Zentralkomitees (bis 1984). Außerdem war er von 1971 bis 1974 stellvertretender Vorsitzender des Rates des Kreises Timiș, von 1974 bis 1979 Vorsitzender des Rates des Kreises Iași. Er wurde 1974 Kandidat und war von 1979 bis 1980 Vollmitglied des Staatsrats Rumäniens. Ab 1979 leitete er den Nationalen Rat für Wasserwirtschaft, sprach sich aber gegen die Großprojekte des Diktators Nicolae Ceaușescu aus und musste im März 1984 sein Amt aufgeben. Danach war er bis Dezember 1989 Direktor des Technischen Verlags (Editurii Tehnice) in Bukarest. In einem Artikel in der Zeitschrift România literară sprach sich Iliescu 1987 für Reformen aus, seine Vorschläge blieben jedoch recht unklar.

## Revolution 1989

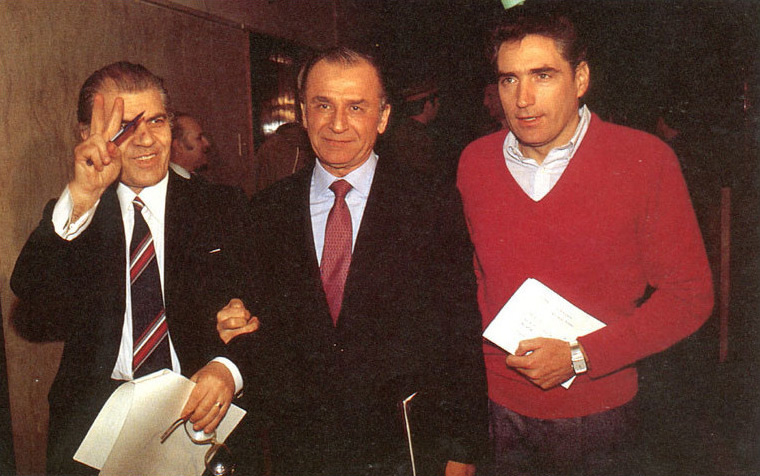
Anführer der Nationalen Rettungsfront: Iliescu (Mitte) mit Dumitru Mazilu (links) und Petre Roman (rechts), 23. Dezember 1989

Während der Rumänischen Revolution setzte sich Iliescu am 22. Dezember 1989 an die Spitze des ad hoc gebildeten „Rates der Front zur Nationalen Rettung“ (Consiliul Frontului Salvării Naționale, CFSN). Mit Unterstützung des – kurz zuvor noch von Ceaușescu zum Verteidigungsminister ernannten – Generals Victor Stănculescu übernahm dieser Rat die faktische Regierungsgewalt. Am 24. Dezember setzte der CFSN ein außerordentliches Militärgericht ein, das Nicolae und Elena Ceaușescu am folgenden Tag im Eilverfahren zum Tode verurteilte und sofort erschießen ließ. Am 26. Dezember 1989 bestimmte der Rat der Front zur Nationalen Rettung Iliescu zum Präsidenten des Exekutivbüros und damit zum vorläufigen Staatsoberhaupt.

## Politische Karriere ab 1990
In den ersten freien Wahlen am 20. Mai 1990 wurde Iliescu mit 85 % der Stimmen im Präsidentenamt bestätigt. Die Wahl wurde tagelang von Protesten auf dem Bukarester Universitätsplatz begleitet, von Iliescu herbeigerufene Bergarbeiter aus dem Schiltal lösten diese schließlich gewaltsam auf („Mineriaden“). Dabei starben 6 Zivilisten, die von aufgebrachten Bergarbeitern zu Tode geprügelt wurden. Viele Menschen wurden dabei verletzt. Nach einem Zerwürfnis zwischen Iliescu und seinem vormaligen Mitstreiter Petre Roman, der im Oktober 1991 als Ministerpräsident zurückgetreten war, spaltete sich die Nationale Rettungsfront. Iliescus Anhänger bildeten im Frühjahr 1992 die Frontul Democrat al Salvării Naționale (FDSR; „Demokratische Front für die Nationale Rettung“).

Iliescus Stimmenanteil im ersten Wahlgang der Präsidentschaftswahl 1992. Seine Hochburgen lagen in den historischen Regionen Walachei und Moldau, während er in Siebenbürgen eher schwach abschnitt.

Nach Inkrafttreten der demokratischen Verfassung von 1991 wurde er bei der Wahl im September/Oktober 1992 erneut im Amt bestätigt. Seine Stellung bei der Jugend versuchte er mit einem medial aufbereiteten Treffen mit Michael Jackson aufzubessern. Iliescu hatte im ersten Wahlgang 47,3 Prozent der Stimmen erhalten und sich in der Stichwahl mit 61,4 % gegen den Christdemokraten Emil Constantinescu durchgesetzt. Da die FDSN bei der gleichzeitigen Parlamentswahl zwar stärkste Partei wurde, aber nicht über die absolute Mehrheit verfügte, war die von Iliescu ernannte Regierung anschließend von der Tolerierung der rechtsextremen Partidul România Mare (PRM; Großrumänien-Partei) abhängig, 1995 gehörte diese sogar direkt der Regierung an.
Bei der Präsidentschaftswahl 1996 bewarb sich Iliescu um eine weitere Amtszeit, unterlag aber mit 45,6 % im zweiten Wahlgang gegen Emil Constantinescu. Er wurde Senator für die aus der FDSN hervorgegangene Partidul Democrației Sociale din România (PDSR; Partei der Sozialen Demokratie Rumäniens) und 1997 deren Parteivorsitzender. 
Bei der Präsidentschaftswahl 2000 erhielt Iliescu im ersten Wahlgang 36,35 % der Stimmen. In der Stichwahl stand er dem Ultra-Nationalisten Corneliu Vadim Tudor (PRM) gegenüber, gegen den er sich mit 66,8 Prozent der Stimmen durchsetzte. Während dieser Amtszeit trug Iliescu dazu bei, dass Rumänien 2004 der NATO beitrat und den Beitritt zur Europäischen Union vorbereitete, der 2007 erfolgte.
Seine dritte Amtszeit dauerte bis zum 20. Dezember 2004 – sein Nachfolger wurde nach den Wahlen vom 12. Dezember 2004 der ehemalige Bukarester Bürgermeister Traian Băsescu (PD). Als eine seiner letzten Amtshandlungen am Tag vor der Übergabe des Präsidentenamtes begnadigte Ion Iliescu den Anführer der Bergarbeiteraufstände (rumänisch Mineriadă), Miron Cozma. Diese Begnadigung zog Iliescu noch am gleichen Tag wegen starker politischer und öffentlicher Proteste zurück. Cozma wurde deswegen kurz nach seiner Freilassung erneut verhaftet.

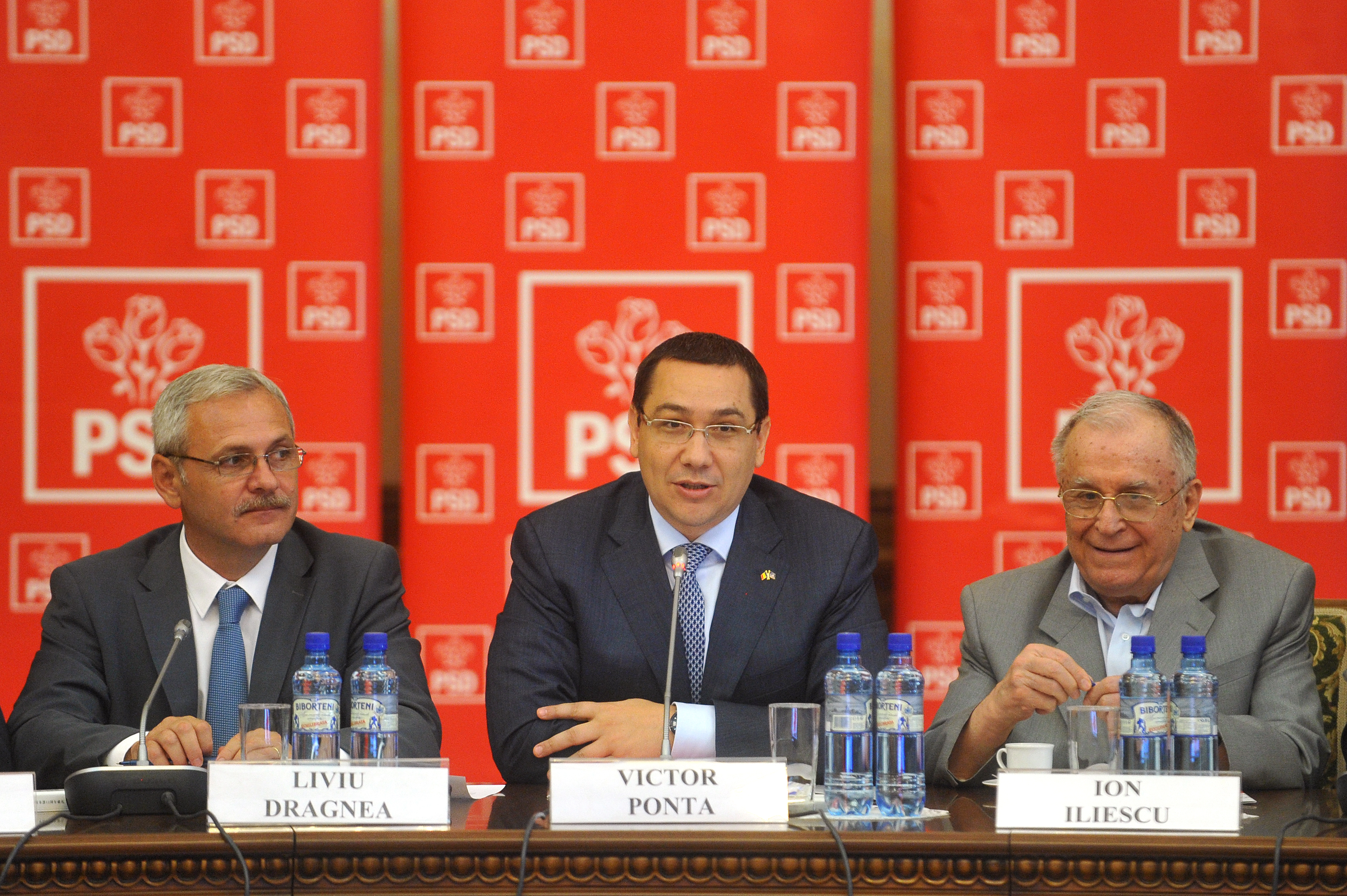
Iliescu (rechts) im Nationalen Exekutivkomitee der PSD mit Liviu Dragnea und Victor Ponta, 2014

Ion Iliescu wird im Bericht des Ermittlers des Europarats zu illegalen Aktivitäten des US-Geheimdienstes CIA in Europa, Dick Marty, namentlich genannt als eine der Personen, die geheime Foltergefängnisse auf dem Militärstützpunkt Mihail Kogălniceanu autorisierten oder zumindest davon wussten und diese zu verantworten haben. Am 27. April 2015 gab Iliescu in seinem eigenen Blog zu, der CIA im Jahr 2002 sogenannte „black sites“ für das geheime Verhör von Terrorverdächtigen überlassen zu haben. Von der Folter der Gefangenen will er dagegen nichts gewusst haben. Auch bestritt er, dass die „sites“ eine Gegenleistung für den NATO-Beitritt Rumäniens 2004 gewesen seien.

## Nach der Politik: Strafverfahren, Krankheit und Tod
Im Dezember 2018 erhob die rumänische Militärstaatsanwaltschaft Anklage gegen Iliescu, dem sie wegen seiner Rolle in der Revolution von 1989 Verbrechen gegen die Menschlichkeit vorwarf. Im sogenannten „Prozess der Revolution“, der am 29. November 2019 begann, standen Iliescu und Dan Voiculescu vor Gericht. Ihnen wurde vorgeworfen, während der Revolution von 1989 mit „einer umfangreichen Kampagne der Desinformation“ über vermeintlich Ceaușescu-treue Kräfte eine Art „Terroristenpsychose“ geschaffen und in der Folge bürgerkriegsähnliche Zustände provoziert zu haben, um sich „in den Augen der Bevölkerung Legitimität zu verschaffen“. Zu diesem Zeitpunkt war das Diktatorenehepaar Ceaușescu bereits entmachtet; drei Viertel der Opfer des Aufstandes starben danach in Schießereien und Straßenkämpfen, ermordet von vermeintlichen Terroristen. Die Staatsanwaltschaft warf Iliescu vor, für den Tod dieser 862 Rumänen verantwortlich zu sein, die kurz nach Ceaușescus Entmachtung von Sicherheitskräften umgebracht worden waren. Der Prozess wurde wegen Verfahrensfehlern auf den 20. Februar 2020 vertagt und bis Iliescus Tod im Jahr 2025 nicht zu Ende geführt.
Im Juni 2025 musste sich Iliescu einer Operation zur Behandlung eines Lungenkarzinoms im Spitalul Clinic de Urgență „Prof. Dr. Agrippa Ionescu“ in Bukarest unterziehen. Er starb während der anschließenden Therapie an Multiorganversagen.

## Veröffentlichungen
Iliescu veröffentlichte einige Essays und Bücher, u. a. Revolution and Reform (1993), Moments of History (1996) und Whereto, Romanian Society? (1999, zu einer sozialdemokratischen Zukunft). 

## Ehrungen
Iliescu wurde 2002 zum Ehrendoktor der Polytechnischen Universität Timișoara ernannt.